# Musa lawitiensis
Musa lawitiensis är en enhjärtbladig växtart som beskrevs av Rusdy E. Nasution och Supard. Musa lawitiensis ingår i släktet bananer, och familjen bananväxter.

## Underarter
Arten delas in i följande underarter:
- M. l. lawitiensis
- M. l. kapitensis
- M. l. sarawakensis
- M. l. suratii